# Angelika Braun
Angelika Braun (* 2. Oktober 1955 in Bottrop) ist eine deutsche Sprechwissenschaftlerin und Phonetikerin.

## Leben
Nach dem Studium (1974–1980) der Fächer Deutsch, Geographie und Sozialkunde an der Philipps-Universität Marburg (1980: erste Staatsprüfung für das Lehramt an Gymnasien) war sie von 1982 bis 1986 wissenschaftliche Mitarbeiterin an der Abteilung Phonetik der Philipps-Universität Marburg. Nach der Promotion 1988 zum Dr. phil. (Hauptfach Germanistische Linguistik) war sie von 1994 bis 1999 wissenschaftliche Rätin im Fachbereich Sprechererkennung, Tonträgerauswertung, Linguistische Textanalyse des Bundeskriminalamts in Wiesbaden. Nach der Habilitation 2000 am Fachbereich 09 der Philipps-Universität Marburg (venia legendi: Phonetik und Sprachverarbeitung) ist sie seit 2009 Professorin der Phonetik an der Universität Trier.

## Schriften (Auswahl)
- Zum Merkmal „Fortis/Lenis“. Phonologische Betrachtungen und instrumentalphonetische Untersuchungen an einem mittelhessischen Dialekt. Stuttgart 1988, ISBN 3-515-05282-8.
- mit Hermann J. Künzel und Ulrich Eysholdt: Einfluss von Alkohol auf Sprache und Stimme. Heidelberg 1992, ISBN 3-7832-1292-8.
- mit Christa Heilmann: SynchronEmotion. Berlin 2012, ISBN 3-631-61518-3.